# Мельгар (провинция)
Мельгар (исп. Provincia de Melgar) — одна из 13 провинций перуанского региона Пуно. Площадь составляет 6446,85 км². Население — 74 735 человек; плотность населения — 11,59 чел/км². Столица — город Аявири.

## География
Граничит с провинциями: Карабая (на севере), Асангаро (на востоке) и Лампа (на юге), а также с регионом Куско (на западе).
В 11 километрах к югу от города Аявири находится Каньон Тинаяни.

## История
Провинция была создана 25 октября 1901 года.

## Административное деление
В административном отношении делится на 9 районов:
- Антаута
- Аявири
- Купи
- Йайи
- Макари
- Ньюнёа
- Орурильо
- Санта-Роса
- Умачири